# کلک‌لی‌تپه
کلک لی تپه مربوط به هزاره اول تا دوران‌های تاریخی پس از اسلام است و در شهرستان کوثر (گیوی)، بخش مرکزی، روستای زاویه کرد واقع شده و این اثر در تاریخ ۱۰ خرداد ۱۳۸۲ با شمارهٔ ثبت ۸۸۸۹ به‌عنوان یکی از آثار ملی ایران به ثبت رسیده است.